# Montigny, Seine-Maritime

Montigny este o comună în departamentul Seine-Maritime, Franța. În 1 ianuarie 2022 avea o populație de 1.281 de locuitori.